# 전력기반군
전력기반군(戰力基盤軍, 독일어: Streitkräftebasis; SKB 슈트라이트크레프테바지스[*])은 독일 연방방위군의 부대로 독일 연방방위군의 물자 수송과 조직 업무를 담당한다. 2000년 10월 독일 연방방위군이 실시한 개혁 정책의 일환으로 설립되었다.